# Vincenzo Vinciguerra
Pour les articles homonymes, voir Vinciguerra.
Vincenzo Vinciguerra, né le 3 janvier 1949 à Catane, est un terroriste néofasciste italien proche de Stefano Delle Chiaie.

## Biographie
Il a contribué à plusieurs attentats en Italie durant les années de plomb, qui lui ont valu d'être condamné à la prison à vie. Durant les années 1980, il déclare au juge Felice Casson que l'attentat de la piazza Fontana de décembre 1969 visait à provoquer un état d'exception en Italie et de pousser l'État vers une solution plus autoritaire.
Proche du Movimento Politico Ordine Nuovo, il confesse en 1992 avoir commis en 1972 l'attentat de Peteano, avec Carlo Cicuttini et Ivano Boccaccio.

## Sources
- (it) Luigi Cipriani, Intervista su Vincenzo Vinciguerra al giornalista Paolo Cucchiarelli (Ansa) 1 settembre 1992